# Clementine (аудиоплеер)
Clementine — свободный кроссплатформенный аудиоплеер и менеджер музыкальной коллекции.

## История
Clementine был создан в 2010 году как форк Amarok 1.4 на Qt4. По сравнению с Amarok 1.4 функциональность пополнена некоторыми расширениями, а код был переписан с библиотек Qt3 и kdelibs на библиотеку Qt4, соответственно Clementine не требует для своей работы библиотек KDE. В качестве движка воспроизведения музыки используется GStreamer.

## Возможности
- Проигрывание файлов в форматах MP3, Ogg Flac, Ogg Opus, Ogg Vorbis, Ogg Speex, FLAC, WAV, WMA, AAC.
- Поддержка Last.fm, SomaFM, Magnatune, Jamendo, Icecast, SKY.fm, Spotify, Digitally Imported, JAZZRADIO.com, ROCKRADIO.com, Ampache, Subsonic.
- Умные и динамические плей-листы, drag-and-drop между плей-листами, избранные плей-листы, импорт и экспорт M3U, XSPF, PLS и ASX.
- Поддержка проигрывания музыки без пауз (gapless playback).
- Поддержка ReplayGain.
- Поддержка подкастов.
- Проигрывание CD-Audio.
- Проигрывание cue sheet.
- Проигрывание музыки из Google Drive, Box, Dropbox, OneDrive, Seafile.
- Визуализации от projectM, спектральная визуализация Moodbar.
- Перекодирование музыки между форматами MP3, Ogg Flac, Ogg Opus, Ogg Vorbis, Ogg Speex, FLAC, WAV, WMA, AAC.
- Эквалайзер.
- Редактирование тегов в MP3- и OGG-файлах, возможность одновременного редактирования тегов для нескольких композиций, получение отсутствующих тегов из MusicBrainz.
- Загрузка обложек альбомов, отображение обложек альбомов в музыкальной коллекции.
- Работа с музыкальными файлами на iPod, iPhone, MTP, USB-плеерах.
- Анимированное изображение в системном лотке (трее), отображающее ход воспроизведения.
- Фоновые звуковые эффекты:
дождь,
слава гипножабе!,
да будет так!,
котята.
- Удалённое управление плеером с помощью Android-устройств, Wii Remote, MPRIS или командной строки.
- Возможность устанавливать рейтинг композиций по пятизвёздочной системе с шагом в пол-звезды.
- Вкладка с информацией о композиции, содержащая
статистику с Last.fm — количество прослушиваний и количество слушателей,
теги с Last.fm,
текст песни из 24 различных источников.
- Вкладка с информацией об исполнителе, содержащая
фотографии,
теги,
похожих исполнителей,
биографию из Википедии, Last.fm, Amazon и других веб-сайтов,
информацию о ближайших концертах, используя Songkick.
- Поддержка пользовательских каналов Last.fm.[8]
- Возможность работы через прокси.

## Форк
Поскольку с 2016 года перестали выходить обновления в виде стабильных версий, в 2018 году был запущен проект Strawberry, являющийся форком Clementine. В нём прежде всего были обновлены встроенные службы отображения обложек альбомов, текстов песен и биографий исполнителей. Кроме того, код стал совместим с Qt 6.